# Wii Fit Plus
Wii Fit Plus (Wiiフィットプラス?, Wī Fitto Purasu) è un videogioco creato e prodotto dalla Nintendo EAD. Appartiene alla famiglia di giochi interattivi di cui Wii Fit è il capostipite ma non è un semplice seguito poiché ne amplia le funzionalità rivendendo esercizi precedenti e aggiungendone di nuovi. Il gioco è uscito in Giappone il 1⁰ ottobre 2009, negli Stati Uniti il 5 ottobre mentre in Europa il 30 ottobre.

## Modalità di gioco
In questo nuovo gioco sono presenti gli stessi esercizi di Wii Fit più altri 15 completamente nuovi. Il gioco si svolge sempre sull'isola di Wuhu, la stessa in Wii Sports Resort. Wii Fit Plus raccoglie in tutto 55 esercizi diversi.

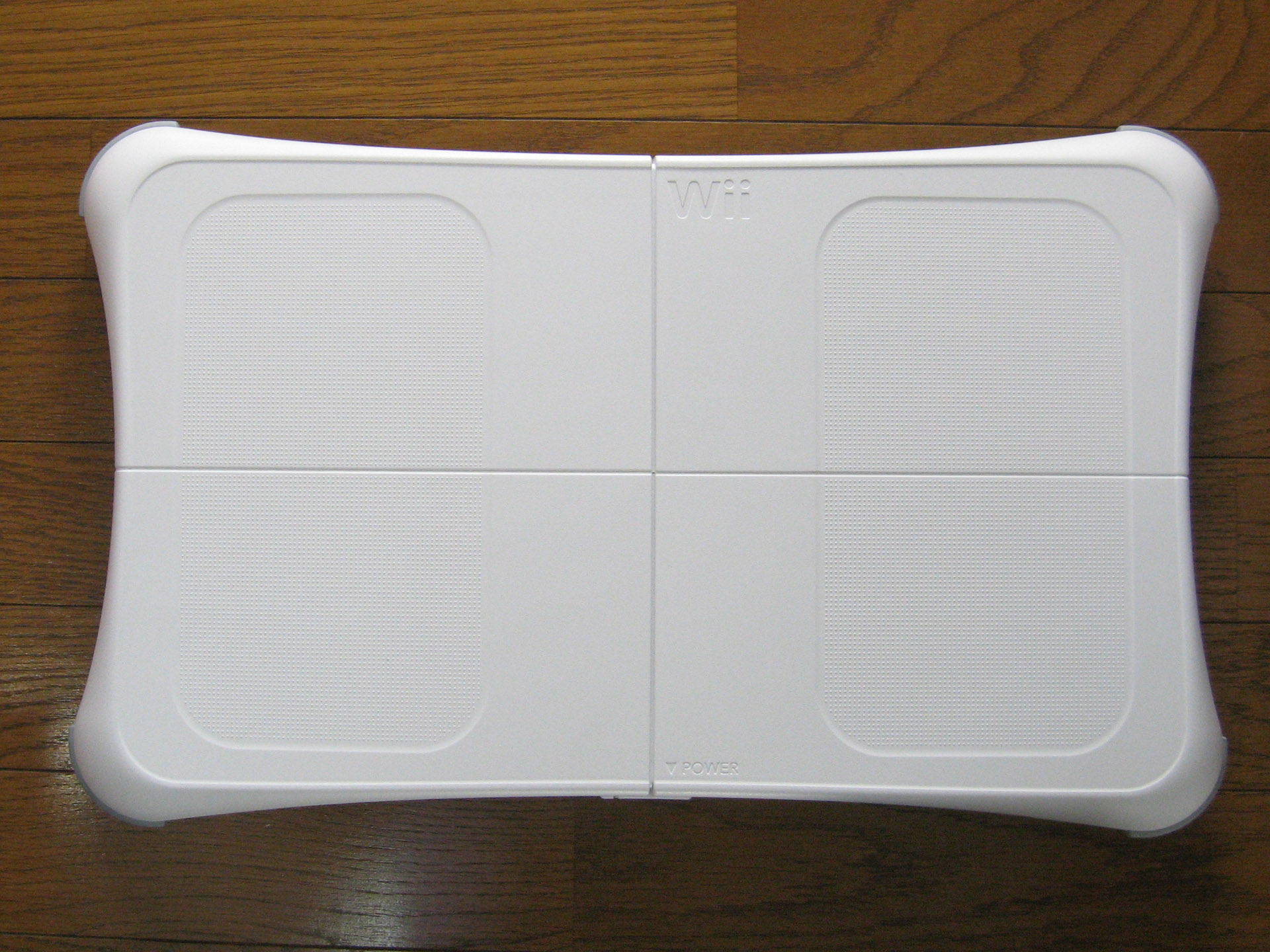
La Wii Balance Board

Ogni esercizio prevede l'assegnazione di un punteggio, da parte del gioco, al termine dell'esecuzione; il punteggio si basa sulle rilevazione fatte dalla Wii Balance Board o, quando previsto, dal Wiimote e Nunchuk.
La Wii Balance Board, grazie ai suoi sensori, può rilevare gli spostamenti del peso o la discesa e la salita del giocatore. Il Wiimote, messo in tasca, è utilizzato nel Jogging per tradurre la corsa sul posto nel movimento del personaggio virtuale. In abbinamento con il Nunchuck è usato nella Boxe a ritmo. In nessun caso viene misurata la potenza del movimento.
Per gli esercizi muscolari e lo yoga, sono possibili due modalità di gioco. Nella prima, chiamata Allenamento, ciascun esercizio viene selezionato dal giocatore al termine del precedente. Al termine dell'esercizio, nella maggior parte dei casi viene assegnato al giocatore un punteggio che rappresenta quanto i suoi movimenti sono stati aderenti all'esercizio proposto, o quanto il suo baricentro è rimasto stabile durante la realizzazione di una posizione yoga.
In modalità "La mia routine", al contrario, si stabiliscono prima di cominciare gli esercizi e le posizioni yoga che si vogliono realizzare, dopo di che il software le propone al giocatore in sequenza. In questo caso, le posizioni vengono proposte senza interruzioni e senza registrazione di un punteggio, consentendo di realizzare sequenze di esercizi anche lunghe senza dover utilizzare il telecomando per passare da un esercizio all'altro.
È anche possibile chiedere a WiiFit di produrre una routine casuale della lunghezza desiderata (da 5 minuti a 1 ora a scatti di 5 minuti), mescolando yoga e esercizi muscolari o limitandosi a una sola categoria.
Le altre categorie di esercizio (esercizi aerobici, training plus, esercizi di equilibrio) si giocano sempre in modalità singola con assegnazione di un punteggio. Per alcuni giochi è prevista la possibilità di coinvolgere più giocatori, che si cimenteranno a turno nella stessa specialità.

## Esercizi
Gli esercizi presenti nel gioco sono suddivisi in 5 categorie.

### Esercizi aerobici
L'obiettivo principale degli esercizi aerobici è quello di far bruciare le calorie per poter raggiungere il prima possibile l'obiettivo che uno si è prefissato durante un test fisico. Gli esercizi aerobici presenti sono:
- Hula Hoop
- Super Hula Hoop
- Boxe a ritmo
- Step
- Step Dance
- Step plus
- Jogging
- Jogging in 2
- Jogging plus

### Giochi di equilibrio
Questo tipo di giochi servono per migliorare i riflessi e le capacità di equilibrio. I giochi di equilibrio presenti sono:
- Colpo di testa
- Biglie pazze
- Caccia al pesce
- Slalom
- Il funambolo
- Snowboard
- Salto con gli sci
- Bolla di sapone
- Zazen

### Training Plus
- Somma perfetta
- Centro al volo
- Supergiocoliere
- Ciclismo sull'isola
- Palle di neve
- Arena skateboard
- Kung-fu a ritmo
- Corsa ad ostacoli
- Biglie pazze plus
- Pista da golf
- Inclinopoli
- Bolla di sapone plus
- Circuito segway
- Parata musicale
- Jogging quiz

### Yoga
Ogni posizione di yoga viene guidata dal Trainer di Wii Fit.
- Respirazione Profonda
- Ginocchio Sollevato
- Il Signore Della Danza
- La Mezzaluna
- La Palma
- Il Cobra
- Il Guerriero
- Posizione Potente
- Il Ponte
- L'Albero
- Torsione Supina
- Il Saluto Al Sole
- Il Cane A Testa In Giù
- La Candela
- Estensioni Dorsali
- La V A Terra

### Esercizi muscolari
Ogni esercizio muscolare viene guidato dal Trainer di Wii Fit.
- Equilibrio su una gamba
- Piegamenti con vogata
- Allungamenti
- Flessioni e appoggi laterali
- Allungamenti in piedi
- Sollevamenti da terra
- Torsioni e piegamenti
- Estensioni laterali
- Ponte in equilibrio
- V-UP
- Asse
- Affondi laterali
- Affondi
- Pressa
- Sgambate all'indietro

## Mii
Per giocare a Wii Fit Plus, ovviamente, si può usare il proprio Mii creando un profilo dove vengono annotati i periodici progressi e i risultati conseguiti nei test fisici. In Wii Fit Plus viene inoltre introdotta la possibilità di creare i Mii di cani e gatti tenendoli in braccio mentre si è sulla Balance Board e scegliendone le caratteristiche fisiche.

## Critiche, successo e vendite
- 1UP.com: A−
- IGN: 8,2/10
- GameTrailers: 7,5/10
- Official Nintendo Magazine: 91%
- X-Play: 4/5
- GameSpot: 7,5/10